# Rajd Złote Piaski 1978
Rajd Bułgarii 1978 (9. Rally Albena – Zlatni Piassatzi 1978) – 9. edycja rajdu samochodowego Rajd Bułgarii rozgrywanego w Bułgarii. Rozgrywany był od 11 do 13 czerwca 1978 roku. Była to dwudziesta szósta runda Rajdowych Mistrzostw Europy w roku 1978 (rajd miał najwyższy współczynnik – 3) oraz trzecia runda Rajdowego Pucharu Pokoju i Przyjaźni w roku 1978 (do klasyfikacji RPPiP zaliczany był tylko pierwszy etap rajdu).

## Klasyfikacja rajdu
| Miejsce                      | Kierowca                     | Pilot                        | Samochód                     | Czas                         | Strata                       |                              |
| Klasyfikacja generalna i ERC | Klasyfikacja generalna i ERC | Klasyfikacja generalna i ERC | Klasyfikacja generalna i ERC | Klasyfikacja generalna i ERC | Klasyfikacja generalna i ERC | Klasyfikacja generalna i ERC |
| ---------------------------- | ---------------------------- | ---------------------------- | ---------------------------- | ---------------------------- | ---------------------------- | ---------------------------- |
| 1.                           | Franz Wittmann sen.          | Helmut Deimel                | Opel Kadett GT/E             | 4:35:35                      | 0.0                          |                              |
| 2.                           | Václav Blahna                | Lubislav Hlávka              | Škoda 130 RS                 | 4:40:09                      | +4:34                        |                              |
| 3.                           | Stoyan Kolev                 | Svetan Mitkov                | Porsche 911 SC               | 4:41:19                      | +5:44                        |                              |
| 4.                           | Vanstalle Charles            | Willy Plas                   | Opel Kadett GT/E             | 4:45:41                      | +10:06                       |                              |
| 5.                           | Jiří Šedivý                  | Jiří Janeček                 | Škoda 130 RS                 | 4:46:35                      | +11:00                       |                              |
| 6.                           | Kastytis Girdauskas          | Arvydas Girdauskas           | Lada 1600                    | 4:48:51                      | +13:16                       |                              |
| 7.                           | Krzysztof Komornicki         | Janusz Szajng                | Opel Kadett GT/E             | 4:49:42                      | +14:07                       |                              |
| 8.                           | Andris Reimanis              | Andris Zvingevics            | Lada 1600                    | 4:54:37                      | +19:02                       |                              |
| 9.                           | Yakov Agishev                | Mikhail Titov                | Moskvich 2140                | 4:58:41                      | +23:06                       |                              |
| 10.                          | Jaroslav Mahr                | František Mahr               | Škoda 130 RS                 | 5:04:59                      | +29:24                       |                              |
| Klasyfikacja CoPaF           |                              |                              |                              |                              |                              |                              |
| 1.                           | Václav Blahna                | Lubislav Hlávka              | Škoda 130 RS                 | 2:28:59                      | 0,0                          |                              |
| 2.                           | Svatopluk Kvaizar            | Jiří Kotek                   | Škoda 130 RS                 | 2:29:04                      | +5                           |                              |
| 3.                           | Jiří Šedivý                  | Jiří Janeček                 | Škoda 130 RS                 | 2:32:36                      | +3:37                        |                              |
| 4.                           | Kastytis Girdauskas          | Arvydas Girdauskas           | Lada 1600                    | 2:35:46                      | +6:47                        |                              |
| 5.                           | Sergiy Vukovych              | Viktor Moskovskikh           | Lada 1600                    | 2:36:28                      | +7:29                        |                              |
| 6.                           | Andris Reimanis              | Andris Zvingevics            | Lada 1600                    | 2:37:14                      | +8:15                        |                              |
| 7.                           | Jaroslav Mahr                | František Mahr               | Škoda 130 RS                 | 2:38:54                      | +9:55                        |                              |

| Miejsce                      | Drużyna                      | Punkty                       |
| Klasyfikacja drużynowa RPPiP | Klasyfikacja drużynowa RPPiP | Klasyfikacja drużynowa RPPiP |
| ---------------------------- | ---------------------------- | ---------------------------- |
| 1.                           | Czechosłowacja               | 27039                        |
| 2.                           | ZSRR                         | 28168                        |
| 3.                           | Bułgaria                     | 29479                        |
| 4.                           | Polska                       | 30160                        |
| 5.                           | Węgry                        | 30859                        |
| 5.                           | NRD                          | 31653                        |
| 7.                           | Rumunia                      | 33695                        |